# 高雄海空經貿城
高雄海空經貿城是中華民國行政院在2010年提出並且核定的計劃，2009年時任行政院院長吳敦義曾提出要在南部地區推動重大公共工程建設，帶動南部的經濟發展，宣示要以二六三二億元帶動南台灣的經濟繁榮。

## 起源
2009年10月，行政院吳敦義院長在行政院會指示：「在南部地區積極推動重大公共工程建設，帶動南部地區的經濟發展，希望經建會、交通部與高雄市政府陳菊市長充分而密切的溝通，除了之前提到的南星地區填海造陸工程外，再將過去高雄配合亞太營運中心的構想所提的重大計畫逐一檢視，並依照當前的環境及情勢整合後，提出一個海空聯運的港區建設構想，以回應南部地區廣大民意的需求，平衡南北的發展。」
行政院遂於2010年初提出「高雄海空經貿城」計畫，宣示要以二六三二億元帶動南台灣的經濟繁榮。

## 背景
- 高雄市及高雄縣自1996年以後為南部區域內歷年失業人口數最多及次多之行政區[2]。
- 高雄地區傳統產業面臨轉型挑戰，新興產業群聚仍待發展；因應石化群聚產業於高雄地區空間的再結構；對於閒置國公營事業管有土地之更新與再利用[2]。

### 行政院設定的地方發展定位
| - 國家門戶 - 經貿核心 - 創新研發 - 文化國際都會 - ICT高科技產業帶 | - 優質文化生活中樞 - 新興科技走廊 - 國際都會 | - 國際港都及文化與海洋雙核國際都會 - 製造業、物流業及工業發展重鎮 |

## 計畫內容
- 高雄捷運捷運路竹延伸線
- 南星計畫
- 改造旗津地區成為高雄國際級海洋遊樂園計畫
- 高雄港1-10號碼頭遷移再利用計畫
- 壽山國家自然公園
- 高雄港洲際貨櫃中心第二期工程計畫
- 高雄港東側聯外高(快)速公路計畫
- 國防部205廠原地整建暨開發計畫
- 高雄學園計畫
- 新台17線開闢工程
- 高雄觀光文化園區